# Dekanat starodoroski
Dekanat starodoroski – jeden z siedmiu dekanatów wchodzących w skład eparchii słuckiej Egzarchatu Białoruskiego Patriarchatu Moskiewskiego.

## Parafie w dekanacie
- Parafia Przemienienia Pańskiego w Języlu
  - Cerkiew Przemienienia Pańskiego w Języlu
- Parafia św. Aleksandra Newskiego w Nowem
  - Cerkiew św. Aleksandra Newskiego w Nowem
- Parafia Świętych Wiary, Nadziei, Miłości i ich matki Zofii w Pasiece
  - Cerkiew Świętych Wiary, Nadziei, Miłości i ich matki Zofii w Pasiece
- Parafia Narodzenia Pańskiego w Prusach
  - Cerkiew Narodzenia Pańskiego w Prusach
- Parafia św. Mikołaja Cudotwórcy w Starych Drogach
  - Cerkiew św. Mikołaja Cudotwórcy w Starych Drogach
- Parafia Świętych Kosmy i Damiana w Szczytkowiczach
  - Cerkiew Świętych Kosmy i Damiana w Szczytkowiczach
- Parafia św. Jerzego Zwycięzcy w Załużu
  - Cerkiew św. Jerzego Zwycięzcy w Załużu

## Galeria

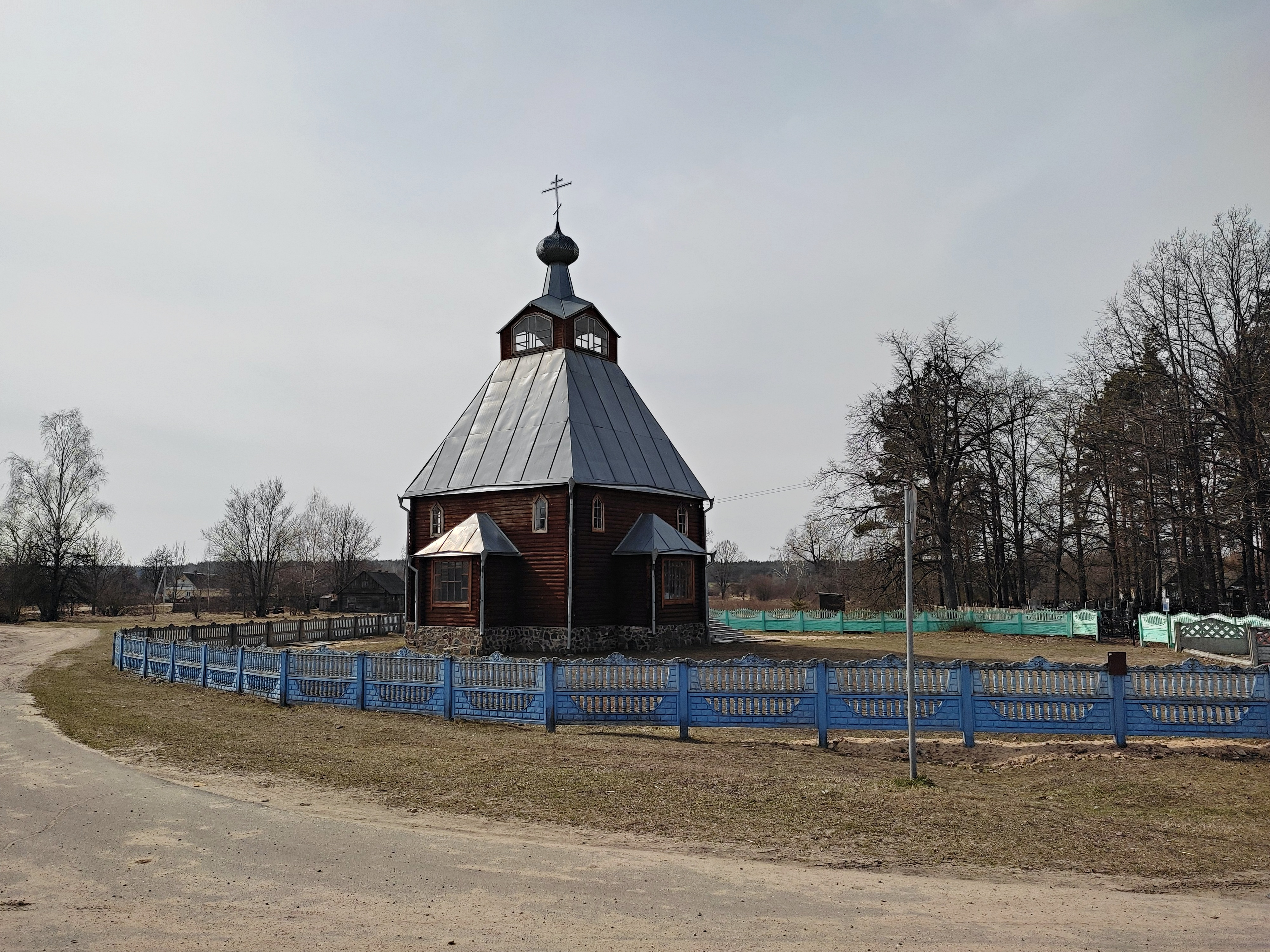
Cerkiew Świętych Wiary, Nadziei, Miłości i ich matki Zofii w Pasiece
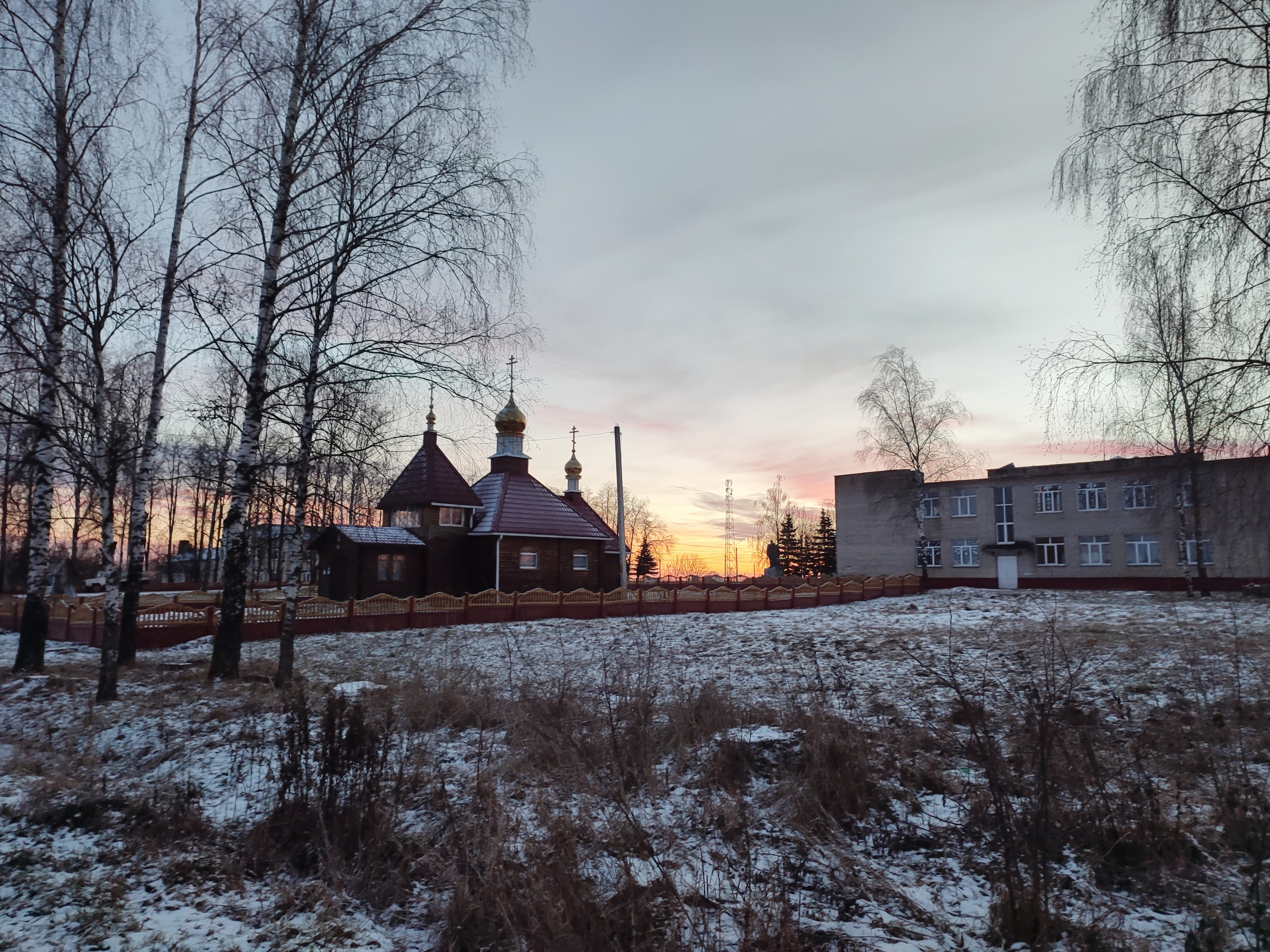
Cerkiew św. Kosmy i św. Damiana w Szczytkowiczach
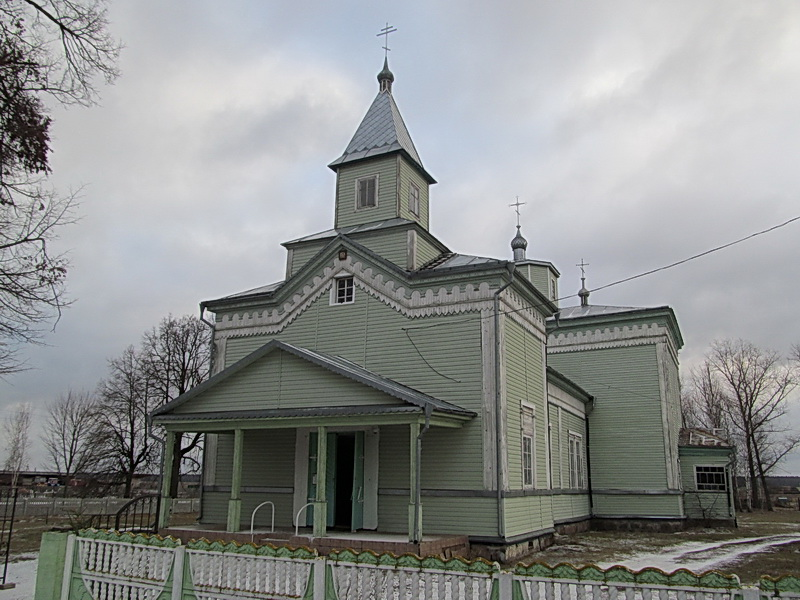
Cerkiew św. Jerzego Zwycięzcy w Załużu